# Parrot
Parrot (пэррот или паррот; от англ. parrot — попугай) — виртуальная машина, используемая интерпретируемыми языками для эффективного исполнения байт-кода. Название происходит от первоапрельской шутки, когда было объявлено о создании нового языка, объединяющего Perl и Python.
Одной из важных причин для разработки новой виртуальной машины стало различие между языками со статическими и динамическими типами данных. Современные распространенные виртуальные машины, как, например, Java VM и .NET CLR, были разработаны для языков со статическими типами данных, тогда как языки, на поддержку которых нацелен Parrot, используют динамические типы. Виртуальная машина Parrot основана на использовании регистров, а не стека, так как, по мнению разработчиков, это увеличивает скорость и лучше отражает устройство современных процессоров.
Parrot планировалось сделать основой интерпретатора Perl, а также целевой платформой для компиляции кода Perl 6. Кроме реализованной части Perl 6, в байткод можно скомпилировать программы на других языках, включая APL, BASIC, Befunge, Brainfuck, Cola, Forth, Jako, Lisp, m4, Miniperl, Ook!, Parakeet, OpenComal, PHP, Plot, Pheme, Punie, Python, Ruby, Scheme, Span, Tcl, URM и YAL, но большая часть реализаций этих языков для Parrot неполна и находится в экспериментальном состоянии.
В 2014 году, в связи с проблемами развития Parrot, в качестве альтернативной реализации виртуальной машины для Perl 6 была выпущена MoarVM.

## Примеры

### Регистры
Parrot основан на использовании регистров, в отличие от большинства виртуальных машин, основанных на стеке. Parrot предоставляет 4 типа регистров:
- I: целые числа (от англ. integer)
- N: числа с плавающей точкой (от англ. number)
- S: расширенные строковые регистры с поддержкой Юникода (от англ. string)
- P: PMC, или Parrot Magic Cookie — специальный тип объектов Parrot

До версии 0.3.0 включительно Parrot обычно предоставлял программам по 32 регистра каждого типа с возможностью увеличения этого числа до 64. Более поздние версии стали предоставлять неограниченное число регистров; каждая функция может запросить столько регистров, сколько ей требуется.

### Parrot Assembly Language
Кроме, непосредственно, байткода в Parrot есть специальный язык низкого уровня Parrot Assembly Language (PASM). Ниже приведен пример небольшой программы на нём:
```
set I1, 4     # Запись в регистр I1 числа 4
inc I1        # Инкремент I1
add I1, 2     # Добавление к I1 двойки; значение в I1 станет равным 7
set N1, 42.0  # Запись в N1 значения 42.0
dec N1        # Декремент N1, новое значение будет 41.0
sub N1, 2.0   # N1 станет равным 39.0
print I1      # Вывод содержимого I1
print ", "    # Вывод строки «, »
print N1      # Вывод значения N1
print "\n"    # Вывод символа перевода строки
end
```

## Поддерживаемые платформы
Parrot компилируется и запускается на большом числе платформ, включая все самые распространенные, в том числе Linux (x86), Cygwin, Win32, Tru64, OpenVMS (Alpha), Solaris (Sparc), FreeBSD (x86).